# Stan Smith
Stanley Roger Smith (sinh 14 tháng 12 năm 1946 tại Pasadena, California) là một cựu một vận động viên quần vợt người Mỹ, ông cùng với Bob Lutz, tạo thành một cặp đánh đôi hay nhất mọi thời đại. Ông cũng giành được các danh hiệu cá nhân như vô địch Wimbledon và Mỹ Mở rộng. Ông dành vị trí cao nhất của bảng xếp hạng các tay vợt nam ở nội dung đánh đơn vào năm 1972.

## Sự nghiệp quần vợt
Smith bắt đầu chơi quần vợt tại trường đại học, ông thi đấu 3 lần tại US Open và chiến thắng ở nội dung đơn vào năm 1967 và nội dung đánh đôi vào năm 1968. Ông cũng là thành viên của Beta Theta Pi Fraternity tại USC.
Trong tự truyện của mình được xuất bản năm 1979, Jack Kramer nói Stan Smith ở vị trí thứ 21 trong các tay vợt xuất sắc nhất.
Vào năm 2005, TENNIS Magazine xếp Smith ở vị trí thứ 35 trong bảng xếp hạng 40 tay vợt hay nhất mọi thời đại. Smith là thành viên của International Tennis Hall of Fame từ năm 1987. Hiện nay ông sống cùng vợ và bốn con tại Hilton Head.

## Chung kết Grand Slam

### Đánh đơn: 3 (2-1)
Vô địch (2)
| Năm  | Giải đấu   | Đối thủ      | Điểm số                 |
| 1971 | Mỹ Mở rộng | Jan Kodeš    | 3–6, 6–3, 6–2, 7–6(5-3) |
| 1972 | Wimbledon  | Ilie Năstase | 4–6, 6–3, 6–3, 4–6, 7–5 |

Runner-up (1)
| Năm  | Giải đấu  | Đối thủ       | Điểm số                 |
| 1971 | Wimbledon | John Newcombe | 6–3, 5–7, 2–6, 6–4, 6–4 |

### Đánh đôi: 13 (5-8)
Vô địch (5)
| Năm  | Giải đấu   | Cặp với     | Đối thủ                        | Điểm số                 |
| 1968 | Mỹ Mở rộng | Robert Lutz | Arthur Ashe Andrés Gimeno      | 11–9, 6–1, 7–5          |
| 1970 | Úc Mở rộng | Robert Lutz | John Alexander Phil Dent       | 6–3, 8–6, 6–3           |
| 1974 | Mỹ Mở rộng | Robert Lutz | Patricio Cornejo Jaime Fillol  | 6–3, 6–3                |
| 1978 | Úc Mở rộng | Robert Lutz | Marty Riessen Sherwood Stewart | 1–6, 7–5, 6–3           |
| 1980 | Mỹ Mở rộng | Robert Lutz | Peter Fleming John McEnroe     | 7–6, 3–6, 6–1, 3–6, 6–3 |